# Selawik
Selawik é uma cidade localizada no estado americano de Alasca, no Distrito de Northwest Arctic.

## Demografia
Segundo o censo americano de 2000, a sua população era de 772 habitantes.
Em 2006, foi estimada uma população de 807, um aumento de 35 (4.5%).

## Geografia
De acordo com o United States Census Bureau, a localidade tem uma área de 8,8 km², dos quais 6,5 km² cobertos por terra e 2,3 km² cobertos por água.

## Localidades na vizinhança
O diagrama seguinte representa as localidades num raio de 104 km ao redor de Selawik.